# LZ
Вижте пояснителната страница за други значения на LZ.
LZ е префиксът на повиквателните знаци на радиостанции и кореспонденти, които излъчват от България или са разположени на български кораби, самолети и други транспортни средства.
LZ също така са началните две букви на ICAO-кода за обозначаване на български въздухоплавателни средства, авиокомпании и авиослужби.
Повиквателните знаци с префикс LZ се разпределят и регистрират от Комисита за регулиране на съобщенията. Радиолюбителите в Южна България получават инициал, който започва с LZ1, LZ3, LZ5, LZ7 или LZ9, а тези от Северна България – с LZ2, LZ4, LZ6 или LZ8. На любителските ретранслатори, радиофарове и други автоматични излъчватели в България се присвоява идентификатор, който започва с LZ0. Клубните любителски радиостанции получават инициал от вида LZaKbc, където „а“ е цифра, а „b“ и „c“ – буквите на инициала.
Съкращението „LZ“ e абревиатура от инициалите на българския пилот Лазар Цанев.

## Исторически сведения
На 24 април 1938 г. Иван Джаков излъчва първото радиолюбителско повикване от територията на България, от София, в телеграфен режим по морзовата азбука, на честота 7 MHz – „CQ de LZ1ID“.
С официално разрешение префиксът LZ е използван за пръв път на Втората национална конференция на радиолюбителите в България, проведена на 25 декември 1945 г. Тогава с временно разрешение за работа по време на събитието излиза в ефира първата официална българска клубна любителска радиостанция с инициал LZ1AA. От средата на 20 век кодът LZ се използва и за обозначаване на българската авиокомпания БГА „Балкан“, която прекратява съществуването си през 2002 г.

## LZ-инициали
Пълен списък на повиквателните знаци с префикс LZ може да се намери на официалната страница на КРС. Някои по-известни LZ-инициали са:
| инициал | кореспондент |
| LZ0A    | българска антарктическа база „Св. Климент Охридски“ |
| LZ1BFR  | Българска федерация на радиолюбителите |
| LZ4KAC  | АЕЦ „Козлодуй“ |
| LZ-BMB  | ICAO-код на хеликоптер Agusta A-109 от Авиоотряд 28, закупен от България през 2010 г., който съвпада с инициалите на министър-председателя Бойко Методиев Борисов. |
| LZ-BTJ  | ICAO-код на самолет Ту-154 от Авиоотряд 28, на който дълго време е летял Тодор Живков. Инициалът съвпада със словосъчетанието „България – Тодор Живков“. На 25 май 2011 г. LZ-BTJ е потопен на 2 мили от плажа на курорта Св. св. Константин и Елена и понастоящем е туристическа атракция за водолазно гмуркане. |